# Daniel Pytel
Daniel Pytel (ur. 23 listopada 1987 w Barlinku) – polski żużlowiec.

## Życiorys
Karierę jako żużlowiec rozpoczynał na minitorze w Wawrowie. W roku 2004 zdał egzamin na licencję zawodnika w ZKŻ Zielona Góra, gdzie startował do końca sezonu 2005. Od początku 2006 roku związał się z klubem PSŻ Milion Team Poznań. 15 stycznia 2008 roku Daniel Pytel został członkiem Speedway Milion Team. Do Gniezna przeniósł się w sezonie 2010. Został wypożyczony do Holdikom Ostrovii Ostrów. Kolejne sezony zawodnik spędzał w różnych klubach. Reprezentował ekipy z Rybnika (2011), Opola (2012) i Łodzi (2013). Od sezonu 2014 reprezentuje barwy Speedway Wandy Instal Kraków. Na początku kwietnia 2018 roku PSŻ Poznań ogłosił, że zawodnik zawiesza karierę żużlową.

## Osiągnięcia
- MIMP – Młodzieżowe Indywidualne Mistrzostwa Polski na Żużlu
  - 2 sierpnia 2007 – Rzeszów. Zdobył brązowy Medal Młodzieżowych Indywidualnych Mistrzostw Polski – pierwszy medal w historii poznańskiego żużla.
  - 19 sierpnia 2008 – Rybnik. Startując jako zawodnik rezerwowy, Daniel Pytel zdobył srebrny Medal Młodzieżowych Mistrzostw Polski.
- Drużynowe Mistrzostwa Świata Juniorów
  - 21 września 2008 – Holsted (Dania). Wspólnie z zespołem kadry narodowej juniorów zdobył tytuł Drużynowego Mistrza Świata Juniorów<.